# Branka Zec
Branka Zec (født 31. oktober 1986 i Ljubljana, Slovenien) er en kvindelig slovensk håndboldspiller som spiller for Frisch Auf Göppingen og Sloveniens kvindehåndboldlandshold.